# Ruch tłumaczeniowy w Bagdadzie
Ruch tłumaczeniowy w Bagdadzie – zjawisko zapoczątkowane w VIII wieku, które swój szczyt osiągnęło w wieku IX. Nie bez przyczyny przypadł on na czas Złotego Wieku Islamu, trwającego od połowy VIII w. (początek kalifatu Abbasydów, przeniesienie stolicy z Damaszku do Bagdadu), mającego zaś swój koniec pięć wieków później, wraz z nadejściem podboju mongolskiego. Złoty Wiek Islamu był okresem ogromnego rozwoju literatury i nauk, ze względu na wejście w użycie papieru i nowego, wygodniejszego systemu piśmienniczego. Ówczesnych władców cechowała otwartość i tolerancja religijna, obejmowali oni zatem mecenatem uczonych wywodzących się z różnych kultur. Ten renesans kultury arabskiej zaowocował znacznym postępem w wielu dziedzinach, jedną z nich były zaś tłumaczenia. W efekcie zawód tłumacza stał się niezwykle prestiżowy i lukratywny, nieustannie było też na niego zapotrzebowanie. Tłumacze arabscy byli łącznikami pomiędzy kulturą muzułmańskiego Wschodu i chrześcijańskiego Zachodu.  Sprawili oni, że znaczna część dorobku świata antycznego stała się dostępna dla przedstawicieli kultury islamu.

## Dom Mądrości
Główny ośrodek  ruchu tłumaczeniowego w Bagdadzie stanowił Dom Mądrości (Bajt al-Hikma) – instytucja założona w 830 roku przez kalifa Al-Mamuna (lata panowania 813-833). Łączyła ona bibliotekę, centrum tłumaczeniowe oraz akademię. Ponadto, mieścił się tam m.in. dział tworzenia kopii i obserwatorium astronomiczne. Biblioteka Domu Mądrości była zbiorem największych dzieł tamtych czasów. Imponował również jej rozmiar, w szczytowym momencie mieściła ona bowiem 400 tysięcy rękopisów. Pisma gromadzone w bibliotece sprowadzane były przez delegacje kalifa. Kategoryzowano je językami, każdy dział posiadał swojego opiekuna. Choć bibliotekę założył Al-Mamun, swój początek ma ona jeszcze za panowania jego ojca, Haruna ar-Raszida. Kalif ten ustanowił Skarbnicę Mądrości (Chizanat al-Hikma), będącą prywatną biblioteką władcy. To jednak jego syn przekształcił ją w ośrodek zrzeszający i wspierający pracę uczonych, który to ośrodek objął następnie swoim patronatem. Działalność naukowa i tłumaczeniowa prowadzona w Domu Mądrości stanowiła o potędze imperium Abbasydów, czyniąc z niego prawdziwe centrum kulturalno-naukowe ówczesnego świata.

## Tłumaczenia
Tłumacze działający w Domu Mądrości pracowali głównie nad dziełami greckimi. Szczególnym zainteresowaniem cieszyły się prace z dziedziny medycyny, filozofii i nauk matematycznych. Tłumaczono teksty takich autorów, jak Paweł z Eginy, Galen, Euklides, Platon i Arystoteles. Wielu tłumaczy pochodziło z Syrii, stąd często tłumaczenia wykonywano początkowo na syryjski i dopiero z syryjskiego na arabski. Dom Mądrości zrzeszał przedstawicieli wielu kultur i religii, co potwierdza dużą tolerancję ówczesnych władców. Wśród tłumaczy byli Syryjczycy, Arabowie, Persowie, Żydzi, Grecy; zarówno muzułmanie, jak i chrześcijanie. O wyborze tłumaczonych tekstów decydował komitet złożony z arabskich uczonych oraz samych tłumaczy. Przekłady często stanowiły punkt wyjścia dla indywidualnej działalności naukowej uczonych świata arabskiego. Wśród przedstawicieli ruchu tłumaczeniowego widnieją takie nazwiska, jak Hunajn Ibn Ishak (w źródłach łacińskich pojawiający się jako Johannitius) oraz Al-Kindi.
Ruch tłumaczeniowy osiągnął swój szczyt w IX wieku i już pod koniec tego samego stulecia zaczął wygasać. Powoli spadało zapotrzebowanie na nowe tłumaczenia; większość tekstów godnych zainteresowania miało już swoje przekłady. Ostateczny koniec nastał jednak w 1258 roku, kiedy to Dom Mądrości został zniszczony i spalony przez mongolskie wojska.